# 七海あい
七海 あい（ななみ あい）は、日本のAV女優。
身長:148cm。スリーサイズ:B98(I)・W63・H88。

## 略歴・人物
2009年6月にAVデビュー。
身長は148cmと小柄だが、98cm・Iカップのバストの持ち主である。

## 出演作品
2009年
- 本当にエロい爆乳 98I 欲求不満でセックスしまくる（6月26日、シネマユニット・ガス） ※デビュー作
- 巨乳女狩り 38（9月4日、クリスタル映像）他出演:高瀬ひとみ、千野美帆、広瀬ゆな、藤沢雪乃、加藤ありさ
- JK・女子校生の放課後 センズリお手伝い フェラ編 3（11月6日、映天）他出演:愛璃みい、赤西あずさ、秋葉さき、塚本渚、小日向ひな、鈴木茶織、ひかり、福山優、星優乃、梨杏
- Jカップボイン素人ナマ中出し カンナ（12月19日、胸キュン喫茶）

2010年
- 幼い爆乳娘達のセックス（5月1日、映天）他出演:吉川桃、松金めぐみ、上原海里、森永ひよこ、真鍋紗愛、福山優、朋香めい、北見ゆみ、徠夢
- 巨乳・爆乳 ○い爆乳娘達のセックス（5月1日、映天）他9名出演
- 巨乳ギャルを屋外で犯して中出しII（6月25日、隼エージェンシー）他出演:松金めぐみ、宮川みくる、廣瀬実莉
- 34人のおっぱいを揉んで吸いまくる 4（7月13日、ミスター・インパクト）他33名出演
- フェラコレ 2010夏SP（7月25日、隼エージェンシー）他多数出演
- フェラコレ特別編 3 4時間まるごとWフェラ（8月25日、隼エージェンシー）他多数共演

2011年
- 社長のエロエロ爆乳日記 ちちこちゃん 5 Iカップ100cmのΦに出して（12月16日、チェリーズ）